# Bullabessa
La bullabessa (en occità bolhabaissa i en francès bouillabaisse) és una mena de suquet de peix típic de la Provença. Es relaciona especialment amb la capital, Marsella, però també altres ciutats, com Seta i Toló, es disputen qui la fa millor. Es compon del que diem sopa, però que -ben fet- és més aviat un guisat o un suquet, de peix de roca i marisc, i d'un plat a part amb aquests, bullits. És molt paregut a la caldeirada portuguesa o el suquet de peix català. És possible que l'origen d'aquesta sopa fos una base procedent d'un rostit realitzat pel pescador a partir dels peixos que no venien al final d'un dia de mercat.
Aquesta sopa, com l'escudella es menja en dos plats, com és norma a la cuina dels pescadors del Mediterrani, primer el brou, que s'acompanya amb marette (pa sec fregat amb all) i una bona quantitat de salsa rolla (una mena d'allioli amb una mica de pebre roig "espanyol", segons el receptari del segle xix La bonne cuisinière provençale, que pot recordar la salsa brava de pot), i a part els peixos bullits. És curiós que, a la gastronomia dels Països Catalans, es tendiria, en canvi, a posar la salsa al peix bullit i gaudir del gust del peix a la sopa. El fet d'afegir pa a les sopes és un costum antic comú a les gastronomies humils dels Països Catalans i Occitània, i en particular els crostons (trossets de pa sec o torrat) s'afegeixen no rarament a sopes, cremes i purés moderns. La bullabessa, tal com es coneix avui dia, és una versió enriquida i aburgesada de l'original, de pescadors. Els suquets de peix d'aquest estil són molt antics i freqüents als pobles costaners de les cultures mediterrànies i europees.
Com ocorre amb el suquet de peix i altres plats populars, cada persona en té una recepta pròpia, i per exemple Paul Bocuse diu que hi ha tantes receptes com persones a Marsella i que tots els intents de fixar-ne una recepta han estat un fracàs. Algú, però, indica que hi ha tres ingredients bàsics que no hi poden faltar: el peix de roca, l'oli d'oliva i el safrà, tot i que no és difícil trobar-ne sense dos d'aquests ingredients.

## Etimologia
El seu nom en occità ve dels verbs bolhir "bullir" i abaissar "abaixar (el foc)". Una traducció lliure seria xup-xup i fa referència a la manera de preparar-la, ja que es comença bullint per acabar coent-la a foc lent.

## Origen
Una llegenda popular local diu que la bullabessa va arribar a les costes de Provença, i concretament a Marsella, de la mà dels fenicis, en tot cas seria una sopa de peix, encara sense tomàquet ni patata; i els guisats amb peix se sap que a tota la Mediterrània es feien des de molt antic, als Països Catalans, per exemple, ja els feien els ibers (vegeu gastronomia dels ibers) i se sap que els grecs, que segurament són els que la van portar cap a aquestes terres, menjaven peix de roca guisat en oli d'oliva (vegeu gastronomia dels grecs). Els grecs, i posteriorment els romans, exportarien aquest suquet primitiu, amb els ingredients que tenien aleshores, a totes les cultures costaneres amb les quals van tenir contacte i, s'entén, que no la coneixien abans. A la mitologia romana Venus l'ofereix a Vulcà perquè quedi endormiscat. A les gastronomies atlàntiques, en canvi, és més freqüent cuinar el peix de roca al forn o a la brasa, tot i que es pot cuinar en caldereta a, per exemple, Astúries (caldereta asturiana).
Era el plat principal dels pescadors, el plat dels pobres, i en aquest sentit era l'equivalent pescador d'altres sopes camperoles occitanes: la garbura al sud i la bréjaude més al nord, cada una adaptada als ingredients disponibles. Els pescadors de la costa provençal, vivien entre la barca, un petit hort i uns oliverars, i com és norma al Mediterrani, preparaven els seus ranxos a la platja mateixa, amb els ingredients que tenien més a mà, als quals afegien els peixos que no s'havien venut, principalment escórpores i altres peixos de roca. Encenien el foc a cuitacorrents i tiraven els peixos fets malbé, invendibles, a dins d'un calderó vell. Afegien pa i patates, i fins i tot es podia fer la bullabessa sense peix. Ingredients com el tomàquet no van arribar a les taules occitanes fins al segle xvii. És un ingredient que va entrar amb molt d'èxit a la gastronomia de les cultures mediterrànies i en particular el van afegir a les seves sopes i suquets de peix, com la sarsueles, la calderetes, etc.
Al segle xix, en un context de creixement de les ciutats, on arriben molts treballadors del camp a treballar a les fàbriques, de revifament de la burgesia, d'occitanisme o regionalisme al sud de França, d'una voluntat d'exaltar el menjar popular occità i de fer conèixer els seus plats, la humil sopa de peix amb tomàquet arriba a la gran ciutat, a Marsella, i els burgesos en fan una adaptació al seu gust, afegint més tipus de peix i enriquint-la. Els occitans de l'època aposten per reivindicar la seva gastronomia i porten a París els seus símbols gastronòmics nacionals (l'all occità, el caçolet de Tolosa, la bullabessa de Marsella, etc.). Des de París, la versió millorada d'aquella sopa, amb el nom de bullabessa, es dona a conèixer a tota França, i després a part del món occidental. S'ha de tenir en compte que, a més, a partir de 1850 Marsella era una de les portes de l'Europa occidental cap a la Mediterrània oriental i el sud-est asiàtic, i que els comerciants van col·laborar a estendre el plat de vegades amb un refinament excessiu i urbà.
Una bullabessa ben feta es fa amb peix de roca fresc, ben viu, un producte que avui és car. D'altra banda, el turisme no va començar a França fins després de la Segona Guerra Mundial, quan es van incorporar les vacances pagades al món laboral. Avui la bullabessa és, a Marsella, un plat típic de turistes, que al port s'entaulen en massa per menjar-ne.

## Ingredients
La sopa s'elabora a base de diferents peixos de roca tal com el cranc, l'escamarlà, l'escórpora i el rap entre d'altres. En principi, no s'hi sol incloure llobarro ni pargo. Tampoc llagosta, tot i que algunes versions burgeses del segle xix de vegades sí que n'afegien, en un excés de refinament. Els entesos diuen, però, que la millor bullabessa és la que es fa amb pocs peixos. Els peixos es bullen en aigua i un sofregit de tomàquet i altres vegetals en oli d'oliva. A diferència del suquet de peix, i com ocorre en la cuina occitana, aquesta sopa no té picada, ni cap toc de fruita seca. D'acompanyament hi ha qui hi afegeix una patata cuita.